# Friday (bài hát của Rebecca Black)
"Friday" (n.đ. 'Thứ Sáu') là đĩa đơn đầu tay của nghệ sĩ thu âm người Mỹ Rebecca Black, do Clarence Jey và Patrice Wilson sáng tác và sản xuất. Video âm nhạc của bài hát được phát hành vào ngày 10 tháng 2 năm 2011, và sau đó, nó được phát hành chính thức dưới dạng đĩa đơn trên iTunes Store vào ngày 14 tháng 3 năm 2011.

## Bối cảnh và sản xuất
Cuối năm 2010, một khách hàng của hãng thu âm Ark Music Factory tại Los Angeles kể về công ty với Black, một học sinh mười ba tuổi từ Anaheim Hills, California. Mẹ của Black, Georgina Kelly, trả Ark Music 4.000 USD cho ca khúc và video kèm theo cùng với sự lựa chọn hai ca khúc viết sẵn. Theo Kelly, chi phí phải trả chỉ chiếm bằng một nửa hoặc ít hơn giá thành sản xuất của toàn bộ video và gia đình Black không phải trả thêm khoản nào khác, đổi lại họ không hưởng bất cứ quyền gì liên quan đến ca khúc. Black chọn "Friday", "bài hát còn lại nói về tình yêu của người lớn – Tôi chưa từng trải nghiệm. Tôi cảm thấy tính cách của mình trong bài hát." Ark Music dùng phần mềm Auto-Tune để chỉnh giọng cao.

## Đánh giá chuyên môn
Wilson về "Friday"
Bài hát nhận hầu hết các lời phê bình tiêu cực. Lyndsey Parker từ Yahoo! Music cho rằng nó có thể là bài hát tệ nhất từ trước đến nay. Vào ngày 29 tháng 3 năm 2011, nó vượt qua "Baby" của  Justin Bieber trở thành video có nhiều người ghét nhất trên YouTube video, với 1,19 triệu lượt bình chọn tiêu cực. Nhạc sĩ đồng sáng tác và sản xuất "Friday", Clarence Jey nói về ca khúc "chúng tôi cảm thấy đã vượt qua nhiều ranh giới, dù tốt hơn hay tệ hơn." Những người nhận định gọi nó "kỳ dị," "vớ vẩn," và "tồi tệ một cách vui nhộn."
Kevin Rutherford, một người viết cột của tạp chí Billboard, viết, "video 'Friday' của Black là một trong những sự kiện hiếm hoi khi ngay cả các nhà phê bình kinh nghiệm nhất của văn hóa Internet cũng không biết phải bắt đầu từ đâu. Từ giọng hát nặng Auto-Tune đến những ca từ như 'Ngày mai là thứ Bảy / Và Chủ nhật sẽ đến sau đó / Tôi không muốn cuối tuần trôi qua' [...], 'Friday' đơn giản là điều gì đó phải được xem là nghe để được đánh giá đúng." Time xếp nó ở vị trí thứ hai trong danh sách "Top 10 bài hát với ca từ ngớ ngẩn."

## Bảng xếp hạng
"Friday" xuất hiện lần đầu trên New Zealand Singles Chart ở vị trí 33 vào ngày 21 tháng 3 năm 2011. Ca khúc xuất hiện trên Billboard Hot 100 ở vị trí 72 và leo lên vị trí 58 tuần kế tiếp. Ca khúc bán được 87.000 bản ở Hoa Kỳ trong hai tuần đầu và bán được 442.000 bản, tính đến tháng 12 năm 2013.
| Bảng xếp hạng (2011–2012)                 | Vị trí cao nhất |
| ----------------------------------------- | --------------- |
| Úc Digital Tracks (ARIA)                  | 40              |
| Brasil Hot 100 Airplay (Billboard Brasil) | 66              |
| Brasil Pop Songs (Billboard Brasil)       | 79              |
| Canada (Canadian Hot 100)                 | 61              |
| Ireland (IRMA)                            | 46              |
| New Zealand (Recorded Music NZ)           | 33              |
| Scotland (OCC)                            | 45              |
| Anh Quốc (OCC)                            | 60              |
| Hoa Kỳ Billboard Hot 100                  | 58              |
| Hoa Kỳ Heatseekers Songs (Billboard)      | 1               |

### Chứng nhận
| Quốc gia                                                    | Chứng nhận | Số đơn vị/doanh số chứng nhận |
| ----------------------------------------------------------- | ---------- | ----------------------------- |
| Hoa Kỳ (RIAA)                                               | Vàng       | 500.000‡                      |
| ‡ Chứng nhận dựa theo doanh số tiêu thụ và phát trực tuyến. |            |                               |

## Video âm nhạc

### Phát triển và tóm tắt
Nội dung của video âm nhạc dựa trên phần lời và miêu tả về một ngày thứ Sáu điển hình của Black. Cô thức dậy và đến trường, gặp gỡ bạn bè trên đường. Vào buổi tối, sau khi cân nhắc xem nên ngồi ghế trước hay ngồi ghế sau trong một chiếc xe mui xếp, Black và bạn (Benni Cinkle và một cô gái khác) lái xe đến một buổi tiệc. Wilson xuất hiện gần cuối bài hát với một đoạn rap ngắn. Video được quay vào tháng 1 năm 2011 tại nhà bố của Black và mất 12 giờ. Ark Music, theo bố mẹ của  Black, lưu ý với bố mẹ Black và cô rằng họ không mong cô sẽ nổi tiếng. Black hi vọng bạn bè và gia đình sẽ thích xem video trên YouTube và có thể giúp cô khởi đầu sự nghiệp ca hát. Video được đăng lên vào ngày 10 tháng 2 năm 2011 và nhận 4.000 lượt xem, đủ để Black hài lòng, trước khi trang Twitter của danh hài Michael J. Nelson và trong blog Tosh.0 giúp video thu hút sự chú ý vào ngày 11 tháng 3 năm 2011, khiến video lan truyền mạnh mẽ.

### Đón nhận
Video âm nhạc của bài hát trở nên phổ biến do những phê bình về phần lời, cách xử lý giọng hát của Black bằng Auto-Tune, và nội dung của video. Vào ngày 11 tháng 3 năm 2011, lượng người xem trên YouTube chỉ khoảng 4.000. Tính đến 15 tháng 4 năm 2011, video đã có trên 102 triệu lượt xem, 2,1 triệu nhận xét, 240 000 lượt "thích" và gần 2 triệu lượt "không thích". Kể từ khi bài hát và video trở nên phổ biến, đã có rất nhiều bản phối và nhại lại. Forbes nhận định sự phổ biến của ca khúc là một biểu hiện của sức mạnh truyền thông xã hội – trong trường hợp này đặc biệt là Twitter, Facebook, và Tumblr – trong khả năng tạo những "hiện tượng đột xuất" (overnight sensation). Dù chịu những lời phê bình gay gắt, một số nhân vật nổi tiếng trong giới âm nhạc Chris Brown, Miley Cyrus và Simon Cowell ủng hộ Black.

## Danh sách track
- Tải nhạc số[3]

1. "Friday" – 3:30

## Phiên bản cover
Vào ngày 1 tháng 4 năm 2011, Stephen Colbert, Jimmy Fallon, Taylor Hicks và The Roots đã biểu diễn "Friday" trong chương trình Late Night with Jimmy Fallon cùng sự tham gia của nhóm nhảy New York Knicks City Dancers. Nhiều bản cover và nhại lại cũng xuất hiện trên YouTube. Bài hát cũng được cover bởi Nick Jonas, Katy Perry, và Justin Bieber trong những chuyến lưu diễn của họ.